# Northeim
Northeim (in basso tedesco Nuurten) è una città di 28 981 abitanti, della Bassa Sassonia, in Germania.

È il capoluogo, e il centro maggiore, del circondario (Landkreis) omonimo (targa NOM).
Northeim si fregia del titolo di "Comune indipendente" (Selbständige Gemeinde); ha dato i natali a Friedrich Dehnhardt, botanico che lavorò a Napoli.
Northeim è la cittadina tedesca presa in esame da William Sheridan Allen nel saggio Come si diventa nazisti, del 1965. Nell'opera viene usato il nome fittizio di Thalburg.

## Geografia antropica

### Suddivisioni amministrative
Northeim si divide in 16 zone, zorrispondenti all'area urbana e a 15 frazioni (Ortschaft):
- Northeim (area urbana)
- Berwartshausen
- Bühle
- Denkershausen
- Edesheim
- Hammenstedt
- Hillerse
- Höckelheim
- Hohnstedt
- Hollenstedt
- Imbshausen
- Lagershausen
- Langenholtensen
- Schnedinghausen
- Stöckheim
- Sudheim